# Mjerni instrument
Mjerni instrument služi za neposredno mjerenje fizikalnih mjerenih veličina. Oni u postupku određivanja vrijednosti mjerene veličine zamjenjuje čovjekova osjetila. Neposredni postupak mjerenja je kada mjernu vrijednost dobijemo neposrednom usporedbom mjerene veličine s primjerenom vrijednošću iste veličine. To su i postupci bez dodatnog proračuna vrijednosti, primjerice iz otklona mjernog instrumenta. Posredni mjerni postupak je kada je vrijednost mjerene veličine određena vrijednošću druge fizikalne veličine, iskorištavanjem njihovih međusobnih fizikalnih ovisnosti.
Mjerenje je uspoređivanje stvarne mjere s mjernom jedinicom na mjernom instrumentu. Mjerenjem se dobije brojčani iznos stvarne mjere. Obzirom na točnost izrade mjernih instrumenata, moguće su greške mjerenja.Najčešći uzroci su:
- neprikladno mjerilo u pogledu točnosti mjerenja
- istrošen mjerni instrument, pa je potrebno umjeravanje (baždarenje), popravak ili zamjena
- utjecaj topline; poželjna je ista temperatura mjernog instrumenta i proizvoda
- utjecaj vlage i prašine, te se dešavaju povećane mjere
- utjecaj vibracija; treba odvojiti prostoriju za precizna mjerenja
- nedovoljno iskustvo, recimo koso postavljanje, krivo očitavanje, prejaki pritisak, masnoća

## Vrijeme, energija, rad i snaga

### Vrijeme
Vrijeme je fizikalna veličina kojom se mjeri trajanje nekog događaja, a samim tim i trajanje nekog kretanja. Nakon Einsteinovih radova, vrijeme postaje dimenzija prostora, koja se dodaje na prethodne tri dimenzije, čime prostor postaje četvorodimenzionalan. Samim tim dolazi do njihovog sjedinjavanja u termin prostorno-vremenski kontinuitet (prostorvrijeme). Nakon toga slijedi ideja koja postaje zastupljena, a to je da je kretanje u vremenu jednako moguće kao i kretanje u prve tri dimenzije.

### Mjerni instrumenti za mjerenje vremena
- Atomski sat ima u sebi cezijev izotop 133 koji se pobuđuje na preskakanje s jednog na drugu energetsku razinu. Frekvencija zračenja koje ponuka najveći broj atoma na «preskakanje», referentna je frekvencija iz koje se potom određuje period vala zračenja odnosno «vrijeme» između dvije iste faze vala. Sekunda se tako definira kao 9 192 631 770 perioda zračenja potrebnog da se pobudi cezijev izotop 133. Najprecizniji cezijev sat ima pogrešku od 1 sekunde u milijun godina.
- Datiranje ugljikom-14
- Kalendar
- Kronometar i kronograf; pouzdano i praktično utvrđivanje vremenskih razlika među pojedinim točkama na Zemlji omogućio je tek izum i upotreba kronometra (od grč. kronos = vrijeme i metron = mjera). Presudan događaj, koji je najvjerojatnije znatno ubrzao pronalazak metode određivanja zemljopisne dužine bila je katastrofa britanske ratne flote, koja je stradala 22. listopada 1707., zbog pogrešnog određivanja geografske dužine. Kod otočja Scilly, uz jugozapadnu obalu Engleske, poginulo je više od 2 000 mornara i vojnika, uključujući i zapovjednika admirala C. Shovela, koji je nešto prije oluje dao objesiti mornara koji se usudio prigovoriti nadređenom časniku kako računaju s pogrešnim geografskim položajem flote. Kronometar stalno pokazuje srednje Sunčano vrijeme početnog meridijana (danas je to Greenwich Mean Time, odnosno Universal Time).
- Meridijanski krug je osnovni mjerni instrument koji postavljamo u meridijan i pomoću njega indirektno određujemo nebeske ekvatorske koordinate nekoliko stotina zvijezda (apsolutna određivanja). Služi za određivanje točnog vremena zbog neravnomjernosti Zemljine rotacije.
- Mjerač vremena ili timer
- Pješčani sat
- Sat
- Mehanički sat
- Sunčani sat
- Zaporni sat ili  štoperica
- Vodeni sat

### Energija
Energija je sposobnost nekog tijela ili mase tvari da obavi neki rad a isto se tako može reći da su rad i energija ekvivalentni pojmovi, iako opseg i sadržaj tih dviju riječi nije posve identičan. U biti, promjena energije jednaka je izvršenom radu pa se stoga i izražavaju istom mjernom jedinicom - džul [J] u čast engleskog fizičara Jamesa Prescotta Joulea. Vršenje rada se može manifestirati na mnogo načina: kao promjena položaja, brzine, temperature itd.
Postoje mnogi oblici energije koji opet imaju svoje podskupine koje dolaze do izražaja kod proučavanja različitih znanstvenih problema:
- Kinetička energija
- Potencijalna energija
- Toplinska energija (toplina)
- Unutarnja energija
- Električna energija
- Kemijska energija itd.

Izračunavanje energije je jedan od bitnijih zadataka u tehnici, s obzirom na to da nam to daje informaciju o mogućem radu koji se može dobiti, a znanja o procesima i načinima pretvaranja raznih oblika energije u mehnički rad su kamen temeljac tehnološkog napretka i ljudske civilizacije.

### Rad
Rad je skalarna fizikalna veličina koja je blisko povezana s energijom, te bi se mogao definirati kao prenošenje energije s jednog tijela na drugo ili iz jednog sustava u drugi. U klasičnoj mehanici najjednostavnije je definirati energiju tijela upravo kao sposobnost tijela da izvrši rad. Umjesto toga, moguće je (a često prikladnije i iz drugih praktičnih razloga) definirati rad kao rad sile, jer se i prenošenje energije može opisivati kao proces koji posreduju sile kojima tijela djeluju jedno na drugo. Rad sile je integral tangencijalne skalarne komponente sile duž putanje njezinog hvatišta.

### Snaga
Snaga je po definiciji izvršeni rad u jedinici vremena ili promjena energije u jedinici vremena. SI mjerna jedinica za snagu je vat [W=J/s].

## Mehanika
Mehanika proučava pojave kretanja i ravnoteže materija pod djelovanjem fizičkih sila i znanost o spravama, strojevima i strojarske tehnike.

### Mjerni instrumenti za mjerenje duljine
Duljina je osnovna fizikalna veličina kojom se određuje udaljenost između dvije točke u prostoru, ili put koji između njih treba prijeći pri pravocrtnom gibanju. Uobičajeni znak za duljinu je l, a mjerna jedinica je metar.
Za mjerenje duljine koristimo sljedeće mjerne instrumente:
- Global Positioning System (GPS)
- Femtosekundni laser ili frekventni češalj
- Interferometar
- Kurvimetar je naprava za mjerenje zakrivljenih linija na topografskim kartama
- Laserski daljinomjer
- Metar (alat)
- Mikrometarski vijak
- Mjerne pločice ili etaloni služe za precizno mjerenje i kontrolu mjernih instrumenata. Isporučuju se kao garniture, npr. 50 komada za područje mjerenja od 1 do 15 mm
- Mjerni kotač je za mjerenje udaljenosti na cestama i terenima. Kotači su precizni modeli s mehaničkim brojačem koji se vrti i unazad. Obim kotača je brušenjem podešen na točnu mjeru, pa je time je osigurana visoka točnost.
- Mjerni listići su obično snop mjernih listića s označenim debljinama za provjeru zazora, te odstupanja od pravocrtnosti i ravnosti obrađenih površina
- Mjerni mikroskop
- Odometar je mjerni instrument koji u motornom vozilu mjeri dužinu pređenog puta. Uređaj može da bude električni, mehanički, ili njihova kombinacija.
- Pomično mjerilo
- Radar
- Ravnalo
- Sonar ili podvodni električni lokator
- Tahometar je mjerač broja okretaja. Digitalni tahometri pogodni su za uporabu u preventivnim pregledima i održavanju strojeva i postrojenja. Uređaji omogućavaju kontaktno i/ili beskontaktno mjerenje brzine i okretaja. Neki tahometri imaju lasersku zraku za točno viziranje mjerne točke.
- Trobridno mjerilo
- Visinomjer

### Mjerni instrumenti za mjerenje površine
- Planimetar

### Mjerni instrumenti za mjerenje obujma
- Mjerna posuda za mjerenje obujma tekućine
- Protomjeri ili mjerač protoka fluida
- Klipna mjerila obujma tekućine
- Pipete ili kapaljke za mjerenje obujma tekućine
- Piknometar za mjerene relativne gustoće
- Protočna mjerila obujma plina
- Vodomjer za mjerenje protoka tekućine

### Mjerni instrumenti za mjerenje brzine
- Anemometar služi za mjerenje brzine vjetra;
- Brzinomjer za motorna vozila;
- Brzinomjer zrakoplova;
- Doppler radar koji koristi Dopplerov efekt;
- Tahometar je mjerač broja okretaja;
- Totalna stanica;
- Variometar.

### Mjerni instrumenti za mjerenje ubrzanja
- Mjerač ubrzanja

### Mjerni instrumenti za mjerenje mase
- Analitička vaga,
- Balansna vaga,
- Katarometar ili termokonduktometrijski detektor radi na principu električnog zagrijavanja žice oko koje struji noseći plin i služi za mjerenje mase plina,
- Maseni spektrometar analizira molekule na temelju njihove mase (i naboja),
- Dinamometar ili vaga s oprugom mjeri težinu prema duljini savijenosti opruge pod teretom,
- Kantar ili rimska vaga.

### Mjerni instrumenti za mjerenje impulsa sile i količine gibanja
- Balističko njihalo je mjerni instrument koji se koristi za određivanje brzine veoma brzih projektila, poput metka. Metak se ispucava u komad drva koji visi, pričvršćen na dvije žice. Drvo zaustavlja metak i cijeli sustav se diže na visinu h. Poznavajući dvije mase i visinu h, moguće je odrediti brzinu metka.

### Mjerni instrumenti za mjerenje sile
- Davač sile je poseban oblik tenzometrijskih mjernih traka, kojima se može direktno očitati vrijednost sile
- Dinamometar je mjerni instrument za mjerenje jačine sile. Zasniva se na promjeni duljine elastične opruge pri djelovanju sile.
- Tribometar obično služi za mjerenje sile trenja
- Piezoelektrična osjetila sile
- Torzijska vaga mjeri moment uvijanja (torzija)

### Mjerni instrumenti za mjerenje tlaka
- Barometar za mjerenje atmosferskog tlaka
- Manometar je mjerni instrument koji prikazuje razliku tlaka nekog medija (plina ili kapljevine) i referentnog tlaka (obično atmosferskog).
- Tlakomjer za gume motornih vozila
- Pitot-cijev je posebno konstruirana kratka i šuplja cijev koja se postavlja s vanjske strane zrakoplova u smjeru relativne struje zraka.

### Mjerni instrumenti za mjerenje kutova
- Križna palica je jednostavan astronomski instrument koji se sastoji od palice s ručkom duljine 110 cm i dvije poprečne letvice, jedna duljine 7 cm, a druga duljine 15 cm. Sa svake strane palice ucrtana je skala za kutove, s lijeve strane za kraću i s desne strane za dužu poprečnu letvicu.
- Goniometar je mjerni instrument kojim se mjeri granični kut. U najjednostavnijoj izvedbi sastoji se od vizira i polukružne skale. Vizir je ravnalo koje se rotira oko osi zakrivljenosti staklene polukružne ploče, a na sebi ima dva vertikalna zaslona sa žicom u sredini njihovih kružnih otvora.
- Grafometar je obično dio kompasa za mjerenje azimuta
- Kutomjer
- Kvadrant je mjerni instrument za mjerenje visine zvijezda i ostalih objekata na noćnom nebu.
- Oktant je zastarjeli mjerni instrument kojim se mjerila visina Sunca i drugih jarkih nebeskih tijela nad obzorom.
- Sekstant je mjerni instrument za mjerenje kuta između Sunca ili neke zvijezde i točke na obzoru. Prvenstveno se koristi u navigaciji za određivanje pozicije, ali može služiti i za mjerenje kutova između bilo koja dva objekta.
- Teodolit

### Mjerni instrumenti za mjerenje kutne brzine
- Tahometar je mjerač broja okretaja.
- Stroboskop se koristi za mjerenje broja okretaja, brzine i frekvencije

### Mjerni instrumenti za mjerenje momenta sile
- Dinamometar je mjerni instrument za mjerenje jačine ili momenta sile. Zasniva se na promjeni duljine elastične opruge pri djelovanju sile.
- Moment ključ služi za zatezanje visokoopteretivih vijaka (8.8 ili 10.9) na točno određenu vrijednost momenta sile, a time i sile na vijku.
- Motorna kočnica ili Pronijeva kočnica služi za ispitivanje snage motora i upotrebljava se u razvojnim institutima, tvornicama motora i remontnim radionicama.

### Mjerni instrumenti za mjerenje visinske razlike
- Nivelir je osnovni mjerni instrument za mjerenje visinskih razlika kod geodetskih mjerenja.
- Rotacijski laserski nivelir je posebna konstrukcija nivelira s rotirajućom laserskom zrakom.
- Libela je geodetski instrument koji služi za postavljanje osi u vertikalan ili horizontalan položaj, a također se koristi kao geodetski pribor
- Totalna stanica, mjerna stanica ili tahimetar je kompjuterizirana verzija elektroničkog teodolita. Totalne stanice imaju u sebi računalo, memoriju i elektronički daljinomjer.

### Mjerni instrumenti za mjerenje smjera
- Žiroskop je rotirajući predmet, najčešće disk, obješen u jednom ili dva okvira koji se nalaze u posebnom nosaču (kućištu žiroskopa). Rotacija diska proizvodi inerciju koja os rotacije diska u nedostatku nekih vanjskih smetnji zadržava usmjerenu u fiksnom pravcu u prostoru.

## Električna struja i elektronika
Električna struja je tijek električnog naboja, tj. usmjereno gibanje njegovih nosilaca. Električna struja može biti istosmjerna ili izmjenična. Struja teče kroz metale, elektrolite, plinove i poluvodiče. Nosioci naboja u metalima su slobodni elektroni, u elektrolitima negativni i pozitivni ioni (anioni i kationi), u plinovima ioni i elektroni, a u poluvodičima elektroni i šupljine.
Elektronika je područje računarstva i elektrotehnike koje proučava i koristi sustave čiji se rad temelji na kontroli protoka elektrona i drugih nositelja električnog naboja u dijelovima od kojih su izgrađeni. Ti dijelovi su elektronički elementi: tranzistor, dioda, trijak, elektronska cijev. Povezivanjem više elektroničkih elemenata zajedno s elementima električnih krugova (kondenzator, otpornik, zavojnica) nastaju elektronički sklopovi, npr: ispravljač, pojačalo, filtar, bistabil, logička vrata. Sklopovi se dijele na analogne (niskofrekventne i visokofrekventne) i digitalne.

### Mjerni instrumenti za mjerenje električnog naboja
- Elektroskop je mjerni instrument za otkrivanje prisustva električnog naboja
- Elektrometar je ustvari elektroskop sa skalom

### Mjerni instrumenti za mjerenje jačine električne struje
- Ampermetar je mjerni instrument namijenjen mjerenju jakosti električne struje u električkim krugovima.
- Galvanometar je vrsta ampermetra koji registrira i mjeri električnu struju u oba smjera te ima neutralni položaj kazaljke u sredini skale, a ne na krajnjem lijevom položaju. Pri spajanju galvanometra u električni krug ne moramo zato paziti na polaritet spajanja, dok se pri spajanju ampermetra u strujni krug mora točno poznavati i smjer i jakost struje, te u skladu s njima izvesti spajanje kako bi se spriječilo eventualno oštećenje.
- Multimetar ili unimer je električni mjerni instrument, kojim mjerimo različita električna svojstva. Uobičajeni multimetri na sebi imaju dvije stezaljke i mogu mjeriti napon, jačinu struje i električni otpor, a neki čak i električni kapacitet. Postoje analogni i digitalni unimeri

### Mjerni instrumenti za mjerenje napona električne struje
- Voltmetar je mjerni instrument kojim se mjeri električni napon
- Osciloskop je temeljni instrument za analizu signala u vremenskom području. Njime je moguće mjeriti parametre signala, na primjer vršnu (maksimalnu) vrijednost napona, frekvenciju (period), faznu razliku, a za impulse širinu (engl. pulse width), vrijeme kašnjenja (engl. delay time), vrijeme porasta (engl. rise time) i vrijeme pada (engl. fall time).

### Mjerni instrumenti za mjerenje električnog otpora
- Ommetar je mjerni instrument za brzo mjerenje električnog otpora od nekoliko Ω do nekoliko stotina kΩ (s pomičnim svitkom i stalnim magnetom) ili do nekoliko desetaka MΩ (digitalne izvedbe).
- Točnija mjerenja otpora provode se mjernim metodama koje omogućuju međusobnu usporedbu nepoznatog otpora s poznatim. Najpoznatije mosne metode su Wheatstoneov most i Thomsonov most. Prvi služi za mjerenje većih otpora (reda veličine od jednog Ω do nekoliko desetaka MΩ), a Thomsonov most za mjerenje malih otpora (reda veličine od jednog Ω do μΩ).
- Optički reflektometar služi za mjerenje optičkog vlakna: ukupna duljina, položaj spoja između optičkih vlakana, gušenje za drugi optički prozor, gubitak na spoju optičkih vlakana i ukupno gušenje.

### Mjerni instrumenti za mjerenje električnog kapaciteta i induktiviteta
- LCR mjerači služe za mjerenje električnog induktiviteta, kapaciteta i otpora.

### Mjerni instrumenti za mjerenje rada električne struje
- Brojilo električne energije ili električno brojilo je uređaj kojim se mjeri i registrira električna energija isporučena potrošaču u elektroenergetskom sustavu. Za kućanstva se mjeri i obračunava samo djelatna energija, a mjerna jedinica je kilovatsat (kWh).
- Hall osjetnik (poluvodički) ima izlazni napon proporcionalan ulaznoj struji (struja moze biti istosmjerna ili izmjenična)

### Mjerni instrumenti za mjerenje snage električne struje
- Vatmetar je mjerni instrument koji djeluje po načelu umnoška vrijednosti dvije mjerene veličine (obično električnog napona i jačine struje). Svaka mjerena veličina ima svoje stezaljke za privođenje mjernom sustavu instrumenta.

## Termodinamika
Termodinamika je grana fizike koja proučava energiju, rad, toplinu, entropiju, entalpiju i spontanost procesa (Gibsovu energiju). Termodinamika proučava veze između toplinske energije i ostalih oblika energije koje se u tvarima izmjenjuju u uvjetima ravnoteže. Naime, gotovo svaki oblik energije u svojoj pretvorbi prelazi na kraju u energiju toplinskog kretanja. Tako npr. trenje, električna energija, energija kemijske reakcije, svjetlosna energija i druge pretvorbama prelaze u toplinu.

### Mjerni instrumenti za mjerenje množine tvari
- Elektroliza vode ili slično, čime se u jednom spremniku skuplja plinoviti vodik ili kisik

### Mjerni instrumenti za mjerenje temperature
- Termometar
- Bimetalni termostat je kombinacija dvaju metala s različitim koeficijentom toplinskog istezanja. Kada se zagrije, metal s većim koeficijentom rasteže se više od drugih, što cijeli bimetal savija. Savijanje je proporcionalno s temperaturom.
- Infracrvena termografija je sustav koji se sastoji od termografske kamere i jedinice za obradu termograma (osobno računalo). U samoj kameri integrirana je infracrvena optika, osjetnik infracrvenog zračenja, jedinica za pretvorbu električnog u video signal, monitor i kartica za pohranu podataka. Računalo služi za obradu termograma prema određenom softveru i u njega se podaci učitavaju s kartice koja se nalazi u kameri.
- Pirometar radi na principu usporedbe svjetloće boje koju isijava objekt čiju temperaturu mjerimo i svetloće boje užarene kalibrirane niti čiju temperaturu znamo.
- Otpornički termometar ima ugrađen otporni osjetilni element. Promjena temperature ima za rezultat promjenu električnog otpora. Otpor se mjeri na dva načina: pomoću Wheatstoneova mosta ili pomoću dva jednaka svitka od kojih je jedan spojen s poznatim otpornikom, a drugi s termootpornikom čiju temperaturu tražimo.
- Piranometar je uređaj koji mjeri ukupno Sunčevo zračenje (sa svim valnim duljinama), koje pada na neku vodoravnu plohu, pa se prema Stefan-Bolltzanovom zakonu može odrediti temperatura tijela koje toplinski zrači.
- Plinski termometar zbog svoje točnosti prvenstveno služe za baždarenje ostalih termometara. Najveći im je nedostatak što pri visokim temperaturama živa (1200°C) propušta helij i vodik.
- Spektroskopija infracrvenog zračenja
- Termometar punjen tekućinom se zasniva na pojavi promjene volumena tekućine s promjenom temperature. Kao medij se obično upotrebljava živa ili alkohol, koji se oboji radi lakšeg očitavanja
- Termoskop ili Galilejev termometar je instrument za mjerenje temperature u obliku zatvorenog staklenog cilindra ispunjenog prozirnom tekućinom u kojoj su uronjeni utezi različite prosječne gustoće. Obično su izvedeni kao šuplje staklene kugle djelomično ispunjene tekućinama različitih boja. Gustoća prozirne tekućine ovisi o temperaturi, pa utezi čija je gustoća veća tonu na dno, a oni čija je gustoća manja plivaju pri vrhu.
- Termoelementi ili termoparovi imaju kao osjetnik temperature različite termoparove. Ovi termometri su ujedno i najrasprostranjeniji, a njihove prednosti su da mogu raditi u velikom rasponu temperature, nisu osjetljivi i krhki, a relativno su jeftini.
- Termometar od tekućih kristala, radi tako da promjene u temperaturi uzrokuju da kristal odražava različite valne duljine svjetlosti koje mijenjaju boju kamena. Tekući kristal koji se koristi u prstenu postavljen je za prikaz "neutralne" boje na prosječnu temperaturu ljudske kože od oko 37,0 °C.
- Termistor (poluvodič) mjeri u području od -80 ºC do +180 ºC

### Mjerni instrumenti za mjerenje toplinske energije
Toplina je energija koja prelazi s jednog tijela na drugo, ona je dio unutarnje energije tijela koja prelazi s tijela više temperature na tijelo niže temperature. Kada se temperature izjednače, toplina je jednaka nuli. Prenosi se vođenjem (kondukcijom), strujanjem (konvekcijom) i zračenjem (radijacijom).
- Aktinometar mjeri ukupno Sunčevo zračenje, i to pretvorbom svjetlosti u toplinsku energiju (vrši se zagrijavanje bimetalnih traka) ili u kemijsku energiju. Može biti kemijski, optički i električni. Najčešće se primenjuju u ultraljubičastom i vidljivom dijelu spektra, iako ima primjena i u medicinskoj radiologiji, ili čak za mjerenje dužine ekspozicije u fotografiji.
- Kalorimetrijska bomba ili kalorimetar s konstantnim obujmom, služi za određivanje promjene unutrašnje energije sagorijevanja
- Reakcijski kalorimetar ili kalorimetar s konstantnim tlakom, služi za određivanje promjene entalpije u otopinama (miješanje, otapanje, neutralizacija, kompleksiranje)
- Diferencijalni skenirajući kalorimetar je mjerni instrument koji se koristi u termogravimetrijskim analizama za ispitivanje promjena faza (točke tališta, staklastog prijelaza, reakcija dekompozicije).
- Elektromagnetski kalorimetar
- Hadronski kalorimetar

### Mjerni instrumenti za mjerenje koeficijenta toplinskog istezanja
- Dilatometar
- Tenzometrijska mjerna traka

### Mjerni instrumenti za mjerenje tališta
- Thieleov aparat je vrsta laboratorijskog posuđa koje služi određivanju tališta i vrelišta uzorka
- Kofler Mikroheiztisch aparat za određivanje tališta organskih molekula
- Diferencijalni skenirajući kalorimetar za određivanje topline taljenja

### Mjerni instrumenti za mjerenje vrelišta
- Ebulioskop je uređaj za određivanje vrelišta tekućina.

## Znanost o materijalima
Znanost o materijalima je područje koje uključuje interdisciplinarni pristup fizike, kemije, informatike, primijenjene matematike i strojarstva.

### Mjerni instrumenti za mjerenje gustoće
- Aspirator je za utvrđivanje ukupnog obujma razrijeđenih ispušnih plinova
- Areometar je mjerni instrument za mjerenje gustoće tekućina
- Dazimetar je mjerni instrument za mjerenje gustoće plinova
- Hidrometar je mjerni instrument za mjerenje gustoće fluida i ima kalibrirani plovak koji je uronjen je u fluid do razine kada je njegova težina jednaka težini fluida koju je istisnuo.
- Nuklearni densimetar je mjerni instrument za mjerenje gustoće tla
- Piknometar je posebna staklena tikvica koja služi za određivanje relativne gustoće tekućina. U piknometru se prvo važe poznata tekućina a nakon nje nepoznata. Zatvara se staklenim čepom probušenim kroz sredinu kako bi mogao istjecati višak tekućine.

### Mjerni instrumenti za mjerenje tvrdoće
U strojarstvu postoji nekoliko načina za određivanje tvrdoće:
- Tvrdoća po Vickersu, oznaka HV;
- Tvrdoća po Rockwellu, oznake HRC i HRB;
- Tvrdoća po Brinellu, oznaka HB;
- Tvrdoća po Shoreu, oznaka HS

### Mjerni instrumenti za mjerenje oblika i površine krutih tijela
- Holografija je metoda stvaranja i reproduciranja trodimenzionalnih slika na fotografskoj ploči primjenom koherentne svjetlosti (laser). Na fotografskoj ploči ne registrira se samo raspored intenziteta svjetlosnih zraka kao u običnoj fotografiji već i njihovi smjerovi i faze. Zbog toga je holografija omogućila pohranjivanje pune trodimenzionalne strukture snimljenog objekta.
- Laserska holografija se koristi za mjerenje deformacija površina
- Tribometar osim što služi za mjerenje sile trenja, koristi se za mjerenje hrapavosti površine.

### Mjerni instrumenti za mjerenje deformacija krutih tijela
- Tenziometrijske mjerne trake za mjerenje deformacija krutih tijela

### Mjerni instrumenti za mjerenje modula elastičnosti
- Oscilator promjenjive frekvencije (100-10000 Hz)se temelji na činjenici da je prirodna frekvencija uzorka uglavnom ovisna o temeljnim karakteristikama materijala (Youngov modul elastičnosti i Poissonov omjer)
- Kidalica služi za ispitivanje mehaničkih svojstava različitih materijala pri statičkom istezanju (vlačna čvrstoća, Youngov modul elastičnosti)

### Mjerni instrumenti za mjerenje plastičnosti i vlačne čvrstoće
- Kidalica služi i za dobivanje dijagrama naprezanja, iz čega se može odrediti vlačna čvrstoća materijala σM, Youngov modul elastičnosti E, Poissonov omjer υ, granica razvlačenja i rad plastične deformacije.
- Torzioni plastometar

### Mjerni instrumenti za mjerenje zrnatosti krutih materijala
- Metalografska mikroanaliza služi za odredivanje oblika i veličine zrna metala (metalografski izbrusak i mikroskop)

## Mehanika fluida

### Mjerni instrumenti za mjerenje viskoznosti fluida
- Ostwaldov viskozimetar je jednostavan mjerni instrument za određivanje relativne viskoznosti
- Rotirajući reometar se zasniva na mjerenju utrošene energije, potrebne da se rotirajuća oštrica reometra potisne kroz sloj materijala, pri čemu se postiže određeni način tečenja praha. Sile kojima rotirajuća oštrica djeluje na prah, uzrokuju deformaciju i tečenje praha.

### Mjerni instrumenti za mjerenje površinske napetosti
- Stalagmometar je mjerni instrument za određivanje napetosti površine

### Mjerni instrumenti za slikovni prikaz
- Tomografsko ili slojevito snimanje omogućava prikaz određenog sloja bolesnikova tijela pomoću rendgenskih zraka. Računalna tomografija ili skraćeno CT (engl. Computed tomography) računalna je rekonstrukcija tomografirane ravnine tijela.
- Zračni tunel ili aerodinamički tunel je osnovno laboratorijsko postrojenje eksperimentalne aerodinamike. U njemu se kontrolirano, fizički simulira kretanje zraka.

## Elektromagnetizam

### Mjerni instrumenti za mjerenje električnog polja
- Elektrometar se sastoji od dvije kugle od bazgine jezgre obješene na srebrne žice unutar staklene posude s metalnom zaštitom

### Mjerni instrumenti za mjerenje magnetskog polja
- Kompas je instrument koji reagira na magnetizam Zemlje. Služi za određivanje strana svijeta.
- Hall osjetnik i stalni magnet se koriste za mjerenje razine goriva u spremniku automobile
- Optički magnetometar se koristi za mjerenje intenziteta ukupnog magnetskog polja
- Protonski magnetometer isto se koristi za mjerenje intenziteta ukupnog magnetskog polja
- Supravodljivi magnetometer (SQUID) mjeri samo komponentu magnetskog polja koja je paralelna s mjernom osi instrumenta

### Mjerni instrumenti za mjerenje dielektrične konstante
- Dielektrično osjetilo je nerezonantna metoda određivanja dielektrične konstante. Ta metoda koristi refleksiju od otvorene linije, jer je iza materijala zrak (slobodni prostor).

### Mjerni instrumenti za mjerenje magnetske osjetljivosti
- Za mjerenje magnetizma upotrebljavaju se protonski (nuklearni) magnetometar i magnetometar zasićenja.

### Mjerni instrumenti za mjerenje kemijskog potencijala
- Elektrodni potencijal pokazuje mogućnost elektrode za proizvodnju električnog napona u jednom elektrolitu, ili koji je napon potreban (npr. pri elektrolizi) da se održi stabilno stanje. Elektrodni potencijali dozvoljavaju izračunavanje električnog napona u baterijama i akumulatorima ili napona koji su potrebni za određenu elektrolizu.
- Mjerač pH vrijednosti je mjerni instrument za očitanje pH vrijednosti otopine

### Mjerni instrumenti za mjerenje mikrostrukture
- Neutronski detektori postojanje i energiju neutrona određuju posredno, preko ionizacijskog zračenje koji su produkt interakcija neutrona s ostalim jezgrama u materijalu.
- Nuklearna magnetska rezonancija (NMR) služi za određivanje molekulskih struktura organskih spojeva.
- Ramanova spektroskopija se može koristiti za vodene otopine
- Spektroskopija infracrvenog zračenja se koristi pri identifikaciji tvari.

### Mjerni instrumenti za mjerenje kristalne rešetke
- Rendgenska kristalografija je metoda određivanja trodimenzijskog rasporeda atoma u kristalima rendgenskim zrakama i analizom njihovih difrakcijskih uzoraka.

### Mjerni instrumenti za mjerenje mikroskopske građe materije
- Elektronski mikroskop je mikroskop koji umjesto svjetlosti koristi snop elektrona. Kod optičkog mikroskopa uvećanje je ograničeno valnom duljinom svjetlosti, dok elektroni koji posjeduju veliku brzinu imaju puno kraću valnu duljinu od svijetla. Npr. elektroni ubrzani toliko da posjeduju kinetičku energiju od 105 elektronvolta imaju valnu duljinu od svega nekoliko pikometara (10-12 m), te tako omogućuju rezoluciju od 0,2 nm do 0,5 nm.
- Optički mikroskop je naprava je za gledanje predmeta koji su premali da bi ih se mogli vidjeti prostim okom.
- Skenirajući elektronski mikroskop služi za proučavanje površina uzoraka i njihovog sastava
- Transmisijski elektronski mikroskop ima izvor uski snop elektrona, a elektronske leće sabiru ili rasipaju zrake elektrona.

### Mjerni instrumenti za mjerenje elektromagnetskog zračenja
- Antena je naprava koja služi za slanje (emitiranje) i prijem radio valova
- Bolometar je jedan od najstarijih detektora toplinskog zračenja. Rad bolometra temelji se na promjeni otpora zbog toplinskog zračenja.
- Detektori elektromagnetskog zračenja se temelje na međudjelovanju elektromagnetskog zračenja s materijom koje se može očitovati kroz različite efekte poput ionizacije, raspršenja, zakočnog zračenja (njem. bremssthralung), proizvodnje parova elektron-šupljina, fotoefekta, Compotnovog efekta, itd.
- Fotoaparat ili fotografska kamera je naprava i odnosi se na uređaj za snimanje i izradu te čuvanje pojedinačnih slika ili niza pojedinačnih slika. Svaka kamera djeluje na principu zatvorene komore s malom rupom (ili složeni optički sustav - leća), kroz koji ulazi svjetlost.
- Fotografski sloj (emulziju) čine soli srebro halogenida (AgBr i AgCl) sadržane u sloju želatinozne podloge. Upadno zračenje ili čestice koje padnu na takvu podlogu uzrokovat će skrivenu (latentnu) sliku koja će postati vidljiva tek nakon razvijanja. Apsorpcija upadnog zračenja ili ioniziranih čestica uzrokuje proces ionizacije koji dovodi do pojave slobodnih nosilaca u emulziji. Ioni srebra koji su pokretni unutar kristalne rešetke prilikom susreta sa slobodnim elektronima neutraliziraju se i reduciraju u elementarno srebro. Sami atomi srebra su nestabilni, ali mjesto gdje su nastali postaje efektivna zamka za elektrone zbog čega se oko tih atoma gomilaju drugi atomi srebra i to mjesto postaje latentni centar za nastanak slike.
- Fotometar je mjerni instrument za mjerenje intenziteta svjetlosti ili izvora svjetlosti
- Fotomultiplikator je vrlo osjetljivi detektor u području vidljivog, ultraljubičastog i bliskog infracrvenog zračenja.
- Interferometar se koristi uglavnom kao pretvornik pomaka
- Radiometar je mjerni instrument za mjerenje jakosti vidljive i infracrvene svjetlosti

### Mjerni instrumenti za mjerenje fotoelektričnih signal
- Radio teleskop je vrsta usmjerene radio antene, koja radi s radio frekvencijama, koje su dio elektromagnetskog spektra, uz pomoć kojih mogu otkriti i dobiti podatke s radio izvora.
- Spektrometar je naprava za mjerenje intenziteta komponente elektromagnetskog zračenja određene valne duljine. Kao detektori elektromagnetskog zračenja služe fotomultiplikatori, fotoosjetljive diode ili CCD čip, u vidljivom i ultraljubičastom području zračenja, te termoosjetljivi otpornici ili bolometri u infracrvenom području.

### Mjerni instrumenti za mjerenje polarizacije svjetlosti
- Polarimetar je mjerni instrument kojim se mjeri kut zakretanja polarizacijske svjetlosti. Mjerenjem dielektrične konstante može se odrediti dipolni moment molekula pojedinih tvari, koji je to veći što su veći naboji polova i što su polovi udaljeniji.
- Polarizator je najčešće specijalno izrađena prizma od kristala islandskog dvolomca (oblik kalcijeva karbonata), poznata kao Nicholsova prizma, a može biti i pločica turmalina.

### Mjerni instrumenti za mjerenje svjetlosnog toka
- Ulbrictova kugla služi za mjerenje svjetlosnog toka

## Valovi i čestice

### Mjerni instrumenti za mjerenje zvučnih valova
- Mikrofon je mehanoelektrični pretvarač koji pretvara zvuk u električni signal.
- Seizmograf je mjerni instrument za mjerenje jačine potresa.
- Laserski mikrofon je naprava koja podsjeća na teleskop, pomoću koje s pristojne udaljenosti od 300-tinjak metara možete slušati i snimati razgovor, koji se vodi unutar neke zgrade, dakle unutar zidova, a da to vjerojatno nitko nikada ne otkrije.
- Zvukomjer je mjerni instrument za mjerenje buke (zvuka). Konstruiran je tako da prima zvuk približno na isti način kao ljudsko uho i da daje objektivna, reproducibilna mjerenja razine zvučnog tlaka. Osnovna veličina koju mjerimo kod buke je razina zvučnog tlaka.
- Hidrofon je mjerni instrument za snimanje nailazaka seizmičkih valova u vodenoj sredini.

### Mjerni instrumenti za mjerenje rendgenskih i gama čestica
- Dozimetar je mjerni instrument koji registrira ukupno ozračenje, odnosno dozu zračenja koju je čovjek primio. Koriste ga osobe koje rade u područjima jačih zračenja, prije svega u postrojenjima ili ustanovama gdje se koriste jaki izvori radioaktivnosti moraju dobro paziti na sebe.
- Geigerov brojač je mjerni instrument koji se koristi za otkrivanje i mjerenje radioaktivnog zračenja, te se rutinski primjenjuje za mjerenje stupnja ozračenosti iz bilo kojeg izvora: nuklearnih elektrana, istraživačkih laboratorija ili atmosfere.
- Ionizacijska komora podesna je samo za registraciju teških nabijenih čestica, poput protona, deuterona, alfa čestica i iona.
- Maglena komora ili Wilsonova komora je mjerni instrument s komorom čija je unutrašnjost ispunjena zasićenom vodenom parom. Četice izlijeću iz izvora ionizirajući atome u komori. Naglim izvlačenjem klipa dolazi do proširenja i sniženja temperature u komori. Na ionima nastalim uzduž putanje čestice kondenzira se vodena para te trag čestice postaje vidljiv.
- Komora na mjehuriće je mjerni instrument s komorom u kojoj se nalazi tekućina s povišenim tlakom i na temperaturi koja je niža od temperature vrenja. Naglim pomicanjem klipa smanji se tlak tekućine i temperatura vrenja. Kada kroz takvu tekućinu prolazi čestica, ona ionizira molekule tekućine. Oko nastalih iona stvaraju se mjehurići pare, te trag čestice postaje vidljiv.
- Proporcionalni brojač ima anodu u obliku tanke žice, čime se postiže u cilindričnoj geometriji električnog polja, dovoljno jako polje u okolici anode, da se izazove umnožavanje broja ionskih parova.
- Scintilacijski i poluvodički detektori bilježe postojanje zračenja i njegovu vrstu, a većina i energiju zračenja.

## Kemija

### Mjerni instrumenti za mjerenje kemijskih tvari u smjesi
- Plinska kromatografija služi za analizu smjesa organskih tvari. Kod toga je pokretna faza plin, a nepokretna faza tekućina ili krutina.
- Masena spektrometrija je tehnika kojom se analiziraju molekule na temelju njihove mase (i naboja). Prvi korak pri analizi molekula je ionizacija molekula u ionizatoru. Nastali ioni se provode kroz analizator, koji razdvaja ione u prostoru i/ili vremenu. Iz analizatora, ioni idu na detektor gdje proizvode električni signal koji se može registrirati na osciloskopu, pisaču, računalu ili na nekom drugom uređaju.
- Nefelometrija i turbidimetrija se zasnivaju na reakciji antiseruma specifičnog za protein koji se određuje u plazmi.
- Tekućinska kromatografija
- Uređaj za ultracentrifugiranje se koristi se za razdvajanje smjese makromolekula iz otopine, na osnovu razlike u molekulskoj masi, te gustoći

### Mjerni instrumenti za mjerenje vlažnosti zraka
- Higrometar je predviđen za brzo mjerenje vlažnosti zraka i temperature zraka.
- Lizimetar je mjerni instrument kojim se mjeri isparavanje ili transpiracija. To su posude napunjene zemljom ili vodom, u kojima se uzgajaju biljke, a površina posude je hermetički zatvorena, kako bi se spriječilo isparavanje.

## Ljudska osjetila i ljudsko tijelo

### Mjerni instrumenti za mjerenje osvjetljenosti
- Denzitometar je mjerni instrument za otkrivanje smanjene koštane gustoće tj. osteoporoze putem petne kosti. Aparat je ultrazvučni, što znači da nema rendgenskog zračenja, a njegova namjena je da se na jednostavan način bez bespotrebnog zračenja otkriva osteoporoza u rizičnim skupinama populacije.
- Fotometar je mjerni instrument za mjerenje intenziteta svjetlosti ili svjetlosnog izvora
- Lux metar je mjerni instrument za osvetljenost.
- Svjetlomjer se koristi na fotoaparatima za osvjetljenost, a koristi se za prilagodavanje ekspozicije. Treba napomenuti da lux metar i svjetlomjer fotoaparata ne prikupljaju iste informacije o količini svetlosti. Kada govorimo o svetlosti, ili luksima, mislimo na to kako scena je osvetljena, a ne kako se svetlo prikuplja kamerom s iste scene.

### Mjerni instrumenti za mjerenje njuha
- Olfaktometar je mjerni instrument za ispitivanje osjeta njuha

### Mjerni instrumenti za mjerenje krvožilnog sustava
- Elektrokardiogram je mjerni instrument koji bilježi električnu aktivnost srca u vremenu.
- Sfigmomanometar ili tlakomjer je mjerni instrument za za mjerenje krvnog tlaka

### Mjerni instrumenti za mjerenje dišnog sustava
- Kapnograf je mjerni instrument kojim se mjeri količina izdahnutog ugljikovog dioksida
- Spirometar je mjerni instrument kojim se mjeri udahnuti i izdahnuti zrak iz pluća

### Mjerni instrumenti za mjerenje živčanog sustava
- Elektroencefalograf (EEG) je mjerni instrument za mjerenje električne moždane aktivnosti.

### Mjerni instrumenti za mjerenje mišićnog sustava
- Veslački simulator ili ergometar je naprava koja dobro simulira kretnju natjecateljskog veslanja, te je kao takva pogodna sprava za trening i pripremu veslača. Kako se radi o pokretu koji koristi sve veće mišićne grupe ljudskog tijela, ergometar je pogodan i za trening neveslača, te se često može sresti u različitim trening centrima, teretanama i slično.

### Mjerni instrumenti za mjerenje metabolizma ili izmjene tvari
- Mjerač masnog tkiva u tijelu. Praćenje sadržaja tjelesne masti za vrijeme dok ste na dijeti ili se bavite fitnessom, omogućit će neprekidno i postojano smanjivanje tjelesne težine.

### Medicinske slike
- Računalna tomografija ili skraćeno CT (engl. Computed tomography) računalna je rekonstrukcija tomografirane ravnine tijela. Slikovna je radiološka metoda koja nam daje slojevni prikaz pregledavanog dijela tijela, a za nastanak slike rabi se ionizirajuće-rengensko zračenje
- Magnetska rezonancija (MR) je naziv uređaja kojim se prikazuju slojevi ljudskog tijela.
- Ultrazvučna dijagnostika (npr. transkranijalni dopler) je najpoznatija primjena ultrazvuka je u medicini. Princip korištenja je vrlo jednostavan: odašilje se ultrazvučni val, koji se odbija od prepreke te se prema vremenu potrebnom da se val vrati određuje udaljenost i oblik objekta.
- Radiologija je u širem značenju znanost o zračenju. Obično se pod tim nazivom podrazumijeva medicinska radiologija, odnosno grana medicine koja se bavi primjenom raznih vrsta zračenja u cilju dijagnosticiranja i liječenja stanja odnosno bolesti.